# Pachycephalopsis poliosoma
A Pachycephalopsis poliosoma  a madarak osztályának verébalakúak (Passeriformes) rendjébe és a cinegelégykapó-félék (Petroicidae) családjába tartozó faj.

## Rendszerezése
A fajt Richard Bowdler Sharpe angol ornitológus írta le 1882-ben.

## Alfajai
- Pachycephalopsis poliosoma albigularis (Rothschild, 1931)
- Pachycephalopsis poliosoma approximans (Ogilvie-Grant, 1911)
- Pachycephalopsis poliosoma balim Rand, 1940
- Pachycephalopsis poliosoma hunsteini (Neumann, 1922)
- Pachycephalopsis poliosoma hypopolia Salvadori, 1899
- Pachycephalopsis poliosoma idenburgi Rand, 1940
- Pachycephalopsis poliosoma poliosoma Sharpe, 1882[2]

## Előfordulása
Új-Guinea szigetén, Indonézia és Pápua Új-Guinea területén honos. Természetes élőhelyei a szubtrópusi vagy trópusi síkvidéki és hegyi esőerdők. Állandó, nem vonuló faj.

## Megjelenése
Testhossza 15–16,5 centiméter, testtömege 35–42 gramm.

## Életmódja
Rovarokkal táplálkozik.

## Természetvédelmi helyzete
Az elterjedési területe elég nagy, egyedszáma pedig stabil. A Természetvédelmi Világszövetség Vörös listáján nem fenyegetett fajként szerepel.